# Nyctimene
Nyctimene là một chi động vật có vú trong họ Dơi quạ, bộ Dơi. Chi này được Borkhausen miêu tả năm 1797. Loài điển hình của chi này là Vespertilio cephalotes Pallas, 1767.

## Các loài
Chi này gồm các loài: